# Élise Bussaglia
Élise Bussaglia, född den 24 september 1985 i Sedan, är en fransk fotbollsspelare (mittfältare) som representerar Dijon. 

## Klubbkarriär
Bussaglia värvades till Wolfsburg från Olympique Lyonnais inför hösten 2015.

## Landslagskarriär
Bussaglia gjorde sin debut i landslaget i en match mot Polen den 15 november 2003. Bussaglia var en del av Frankrikes trupp i VM i Kanada år 2015. Hon fick speltid i de tre gruppspelsmatcherna mot England, Colombia och Mexiko.